# N107 (België)
De N107 is een gewestweg in de Belgische provincie Antwerpen. De weg ligt volledig op het grondgebied van de stad Antwerpen en verbindt de N148 met de Scheldekaaien. De totale lengte van de weg bedraagt ruim 1 kilometer.